# Manuel Ureña Pastor
Manuel Ureña Pastor (Albaida, 4 de març de 1945) és un sacerdot catòlic que va ser arquebisbe de Saragossa entre 2005 i 2014.

## Biografia
En concloure els estudis primaris a l'Escola Nacional d'Albaida (1951-1959) va ingressar en el Seminari Metropolità de València (Montcada). És llicenciat en Teologia Dogmàtica per la Universitat Pontifícia de Salamanca. Ha estat nomenat doctor honoris causa per la Universitat Catòlica Sant Antonio de Múrcia el 13 de juny de 2011.

### Sacerdot
Rep l'ordenació sacerdotal el 14 de juliol de 1973 a València. La seva primera destinació és en 1973 com a vicari parroquial a la parròquia La nostra Senyora del Olivar en Alacuás (València). En 1976, viatja a Roma per obtenir la llicenciatura i el doctorat en Filosofia pura per la Pontifícia Universitat Angelicum. De tornada a Espanya l'any 1984 va ser nomenat director del Col·legi Major Sant Joan de Ribera de Burjassot, a València.

### Bisbe i arquebisbe
El papa Joan Pau II el nomena bisbe d'Eivissa el 8 de juliol de 1988, rebent l'ordenació episcopal l'11 de setembre d'aquest mateix any. Va exercir administrador apostòlic en la Diòcesi de Menorca entre 1990 i 1991. Designat el 23 de juliol de 1991 primer bisbe d'Alcalá d'Henares, desmembrada de l'Arxidiòcesi de Madrid. Passaria després a ocupar la seu de Cartagena, des de l'1 de juliol de 1998. Durant aquest període va ser gran canceller de la Universitat Catòlica de Múrcia.
Amb data 12 de març de 2005 va ser nomenat arquebisbe metropolità de Saragossa per Joan Pau II, encara que el nomenament no es va fer públic fins al 2 d'abril. Va prendre possessió de la seu cesaraugustana el 19 de juny. Amb aquest càrrec, és nomenat gran canceller de la Universitat Sant Jordi de Saragossa. El 15 de gener de 2011 es converteix en el primer bisbe en celebrar missa en la forma extraordinària del ritu romà a Espanya després de la promulgació del motu proprio Summorum Pontificum.
En la Conferència Episcopal Espanyola va ser membre de  la Comissió Permanent del 2011 al 2014 (en representació de la província eclesiàstica de Saragossa) i de les Comissions Episcopals d'Ensenyament i Catequesis, Seminaris i Universitats, Pastoral Social i Doctrina de la Fe.

### Renúncia al càrrec
El 12 de novembre de 2014 la Santa Seu va fer pública l'acceptació de la seva renúncia al govern pastoral de l'Arxidiòcesi de Saragossa, segons estableix el cànon 401 § 2 del Codi de Dret Canònic (per motius de salut o un altre motiu greu).
Li va succeir en el càrrec com a Arquebisbe de Saragossa, segons es va comunicar el 12 de desembre de 2014, monsenyor Vicente Jiménez Zamora, fins llavors bisbe de Santander.

## Premis i distincions
Entre les distincions rebudes destaquen: Fill predilecte d'Albaida, Medalla d'Or de la ciutat de Múrcia, Defensor de Saragossa 2008, premi IACOM (Institut Aragonés de Comunicació), premi Fundació Carlos Sanz 2010 i Cavaller d'Honor de Ntra. Sra. del Pilar.

## Obra literària
Consumat especialista del pensament de Ernst Bloch, Ureña és autor d'un important estudio sobre la filosofia d'aquest pensador: Ernst Bloch, un futur sense Déu? (1986). Es tracta d'una ampliació d'un treball previ, Ernst Bloch, una interpretació escatológica immanent de la realitat (1984). Així mateix, ha col·laborat també en dues obres col·lectives: Home i Déu en la societat de finalització de segle (1994) i Deus caritas est : comentari i text de la encíclica "Déu és amor" de Benedicto XVI (2006).